# ألفريدو دي لوس سانتوس
ألفريدو دي لوس سانتوس (بالإسبانية: Alfredo de los Santos)‏ هو لاعب كرة قدم أوروغواياني في مركز الدفاع، ولد في 12 فبراير 1956. شارك مع منتخب الأوروغواي تحت 20 سنة لكرة القدم ومنتخب الأوروغواي لكرة القدم. أما مع النوادي، فقد لعب مع ديفينسور سبورتينغ وريفر بليت ونادي برشلونة وناسيونال ماديرا وناسيونال مونتيفيديو.

## وصلات خارجية
- ألفريدو دي لوس سانتوس على موقع قاعدة بيانات كرة القدم.إي يو (الإنجليزية)
- ألفريدو دي لوس سانتوس على موقع ناشيونال فوتبول تيمز (الإنجليزية)